# Liste des aéronefs de Santos Dumont
Au cours de sa carrière, le pionnier de l'aviation Alberto Santos-Dumont a conçu, construit et démontré une variété d'aéronefs — ballons, dirigeables, monoplans, biplans et hélicoptère.

## Liste
| Modèle | photo |
| --- | ----- |
| 1898 |       |
| Brésil (Ballon à gaz) ; enveloppe en soie japonaise et capacité de 113 m³. Son premier vol a eu lieu le 4 juillet 1898. |       |
| L'Amérique (Ballon à gaz) ; 500m³ d'hydrogène et 10 mètres de diamètre, pouvant transporter quelques passagers, mais sans contrôle, avec lequel il a affronté tempêtes et accidents. |       |
| Nº 1 (dirigeable) - premier vol le 18 septembre 1898. Il s'agissait d'une enveloppe cylindrique aux extrémités effilées contenant un ballonnet relié à une pompe à air : 25 m de long, 3,5 m de diamètre et 180 m3 de capacité. Un panier carré était suspendu à des lattes de bois contenues dans des poches de l'enveloppe et un gouvernail recouvert de soie était placé derrière et au-dessus du panier. Propulsé par un moteur De Dion de 3 chevaux monté à l'extérieur et à l'avant de la nacelle, entraînant une petite hélice à deux pales. Le tangage pouvait être contrôlé en déplaçant une paire de sacs de lest. Il a bien manœuvré, mais le ballonnet était trop petit pour maintenir la rigidité nécessaire de l'enveloppe, et une perte de pression a causé sa destruction lors de son deuxième vol le 20 septembre. |       |
| 1899 |       |
| Nº 2 (dirigeable) ; Un agrandissement du n° 1, avec une capacité de 200 m3. Lors de sa première tentative, le 11 mai 1899, il s'est mis à pleuvoir après avoir été gonflé, refroidissant l'hydrogène et provoquant ainsi sa contraction. L'enveloppe a commencé à se plier en deux et a été prise dans une rafale de vent et projetée sur les arbres voisins. Il n'a pas été réparé. |       |
| Nº 3 (dirigeable) plus court et de plus grand diamètre que les précédents, était destiné à éviter la perte de forme due au manque de pression interne. Il mesurait 20,11 m de long, 7,472 m de diamètre et avait une capacité de 500 m³. Une quille en bambou était suspendue à l'enveloppe et le panier était plus bas. Aucun ballonnet n'a été installé. Gonflé au gaz de houille, pas à l'hydrogène. Il a effectué son premier vol le 13 novembre 1899. |       |
| 1900 |       |
| Nº 4 (dirigeable) - 39 m de long, avec un diamètre de 5,1 m et une capacité de 420 m3. Le n° 4 différait considérablement des modèles précédents, non seulement par la forme de l'enveloppe, mais aussi par la disposition de la quille, qui portait désormais le moteur, un Buchet de 7 chevaux, et le pilote, assis sur la selle d'une bicyclette. Une hélice était montée à l'avant de la quille. Santos Dumont, ayant acquis une usine de production d'hydrogène, utilise à nouveau l'hydrogène comme gaz. |       |
| 1901 |       |
| Le Fatum (dirigeable) Le Fatum était un ballon construit par Santos Dumont et Emmanuel Aimé afin d'effectuer des expériences d'équilibre aérostatique avec le matériel Thermosphére, développé par Emmanuel Aimé. C'était un aéronef de 7 mètres de haut et de 310 m³. Le premier vol eu lieu le 30 mai 1901. |       |
| Nº 5 (dirigeable) —Construit pour tenter de remporter le prix Henry Deutsch de la Meurthe pour un vol aller-retour en 30 minutes entre le terrain de l'Aéro-Club de France à Saint-Cloud et la Tour Eiffel. Il a utilisé l'enveloppe du n° 4, à laquelle était suspendue une nacelle triangulaire en pin. Parmi les autres innovations, citons l'utilisation de la corde à piano pour suspendre la gondole, ce qui réduit considérablement la traînée, et l'inclusion de réservoirs d'eau comme ballast. Propulsé par un moteur 4 cylindres de 12 cv, refroidi par air, actionnant un propulseur à hélice. Premier vol le 11 juillet 1901 : un long vol est effectué le lendemain et une tentative au prix de la Meurth le 13 : le vol aller est accompli en dix minutes, mais le retour est gêné par un vent et prend une demi-heure. À l'arrivée à St Cloud, le moteur est tombé en panne et le dirigeable a été projeté dans les arbres voisins, endommageant l'enveloppe. Une deuxième tentative a eu lieu le 8 août, mais s'est soldée par un désastre : après avoir atteint la tour en huit minutes, le dirigeable a commencé à perdre de l'hydrogène en raison d'une valve défectueuse. Le dégonflement partiel de l'enveloppe a provoqué l'endommagement de l'hélice par certains des fils suspendus : Santos-Dumont a alors arrêté le moteur. Impuissant, l'avion a été projeté dans la tour et sur le toit de l'hôtel Trocadéro, faisant éclater l'enveloppe avec un bruit décrit dans certains comptes rendus de presse comme une explosion, mais que Santos-Dumont a comparé à l'éclatement d'un sac en papier. Santos-Dumont est resté suspendu de façon précaire au-dessus de la cour de l'hôtel, mais a été secouru par les pompiers de Paris. L'avion a été complètement endommagé et seul le moteur a été récupéré. |       |
| Nº 6 (dirigeable) La construction a commencé immédiatement après la perte du n° 5, et s'est achevée début septembre. Il était similaire au n°5 mais avec une enveloppe plus grande de 22 m de long et une capacité de 622 m³. Il a remporté le prix Deutsch de la Meurthe le 19 octobre 1901. |       |
| 1902 |       |
| Nº 7 (dirigeable) Un aéronef de compétition rapide, construit pour concourir à l'Exposition universelle de 1904. Avant les compétitions, l'enveloppe du dirigeable a été sabotée, ce qui l'a empêché de concourir. Il avait une enveloppe en soie à double doublure de 50 m de long, 7,92 m de diamètre et une capacité de 1260 m3. Il était propulsé par un moteur de 60 cv refroidi par eau entraînant deux hélices, une à l'avant et une à l'arrière de la nacelle. |       |
| Nº 8 —Copie du n° 6 pour le collectionneur américain Edward Boyce, n'ayant effectué qu'un seul vol.[23] Un article de L'Aérophile d'octobre 1902 indique que le dirigeable a été fabriqué pour George Francis Kerr, secrétaire de l'Aéroclub de New York, et a été piloté par Edward Boyce. |       |
| 1903 |       |
| Nº 9 Baladeuse — Construit comme le plus petit dirigeable que Santos-Dumont considérait comme possible. Il avait à l'origine une capacité de 220 m³, ensuite légèrement augmentée à 261 m³. Il a également été acheté par Edward Boyce. |       |
| Nº 10 (dirigeable) Parfois appelé Omnibus, il était destiné à transporter douze passagers, plus le pilote et un second membre d'équipage. Il mesurait 48 m de long, 8,5 m de diamètre et avait une capacité de 2010 m³. Le pilote et le moteur Clément à quatre cylindres de 46 cv, refroidi par eau, occupaient une nacelle non couverte, de section triangulaire, suspendue à 2 m sous l'enveloppe, avec une hélice recouverte de tissu à son extrémité : une seconde nacelle suspendue à 10 m en dessous abritait les trois paniers passagers et un assistant de pilotage. Il n'a réalisé que des vols d'essai,. |       |
| 1905 |       |
| Nº 11 (dirigeable): Le n° 11 était un ballon dirigeable avec une enveloppe de 34 mètres de long, un volume de 1 200 m³, avec un moteur de 16 CV, et pouvant contenir cinq personnes (y compris le pilote). Il a été acheté par un Américain. |       |
| Nº 12 (hélicoptère)— Deux rotors de 6 m de diamètre, en soie vernie tendus sur un cadre en bambou et ropulsé par un moteur Antoinette de 25 cv. |       |
| No. 13 (dirigeable) —Un aéronef composite, composé d'une enveloppe ovoïde remplie d'hydrogène de 19 m de long, 14,5 m de diamètre et d'une capacité de 1902 m³, avec une seconde enveloppe conique de 171 m³ fixée en-dessous : celle-ci était remplie d'air pouvant être chauffé par un brûleur. Il fut détruit dans son hanger durant une tempête. |       |
| Nº 14-a (dirigeable) Un dirigeable de 41 mètres de long, 3,4 de diamètre, 186 m³ et doté d'un moteur de 14 CV. Il a effectué un court vol le 12 juin 1905. |       |
| Nº 14-b (dirigeable) —Modification du dirigeable précédent pour en améliorer la stabilité. 20m de long, 6 de diamètre et un moteur de 16 CV. Il a été testé entre le 21 et le 25 août 1905. |       |
| 1906 |       |
| Oiseau de Proie (14-bis) (avion) —Créé en juin 1906, il a reçu le nom de 14-Bis en raison du fait qu'il était attaché au dirigeable 14. |       |
| Oiseau de Proie I (avion) — Avion de 4m de haut, 10m de long, 12 d'envergure, train d'atterrissage à deux roues et un moteur Levavasseur de 24 CV. Testé sur un câble en acier et tiré par un âne le 29 juillet 1906 pour tester les commandes de l'avion. En août 1906, une petite roue arrière a été ajoutée. Testé le 21 août 1906, l'arbre moteur s'est cassé. Le 22, les hélices ont atteint 1 400 tours par minute. Le 23, il a atteint 25 km/h sur l'herbe. Le 3 septembre 1906, il installe un moteur de 50 CV et les 4 et 7 septembre 1906, il atteint 35 km/h sur la pelouse et fait un saut de 7 mètres. |       |
| Deux Amériques (ballon) — Ballon sphérique à hélices horizontales utilisé pour la Coupe aéronautique Gordon Bennett 1906. |       |
| Oiseau de Proie II (avião) — Modification du modèle précédent avec des ailes vernies et sans la roue arrière. Il a décollé le 23 octobre 1906 à 16h45m, restant 6s en l'air, atteignant 3m de hauteur et franchissant 60 mètres, remportant le Prix Archdeacon,. |       |
| Oiseau de Proie III (avion) — En novembre 1906, il a volé sur 220 mètres |       |
| 1907 |       |
| Oiseau de Proie IV (avião) —Il a volé sur 30 mètres en avril 1907. Le 4 avril, après avoir volé sur une cinquantaine de mètres, il s'est écrasé et a été détruit. |       |
| Nº 15 (avião) —Biplan motorisé par un moteur Antonieta de 50 cv monté au-dessus de l'aile supérieure. Ailes de grande proportion, d'une portée de 11 m avec une corde de seulement 60 cm, donnant une surface de 13 m2, divisée en trois compartiments par des surfaces verticales le long de la corde. Dièdre prononcé comme le 14bis, équipé d'ailerons à l'avant des ailes. Les ailes ont été recouvertes de contreplaqué okoumé de 3 mm. Le train d'atterrissage était constitué d'une seule roue, montée à la jonction de l'avant de l'aile inférieure et du patin de queue. La queue du biplan était portée par une paire de lances en bambou placées l'une au-dessus de l'autre et fixées latéralement aux ailes par des câbles en acier. Endommagé lors des essais de roulage le 27 mars 1907, réparé par la suite et équipé d'un 100 Antonietta V-16, mais n'a jamais volé avec succès. |       |
| Nº 16 dirigeable hybride) — 21 m de long, 3 m de diamètre et une capacité de 99 m³. Équipé d'une portance frontale hexagonale et d'une surface portante centrale de 4 m, c'était un dirigeable hybride incapable de voler, dépendant uniquement de la flottabilité aérostatique et nécessitant une portance aérodynamique pour voler. Testé sans succès le 8 juillet 1907. |       |
| Nº 17— Similaire au numéro 15, mais avec un moteur Levavasseur de 100 ch, qui n'a jamais été testé. Il était connu sous le nom de "La Sauterelle". |       |
| Nº 18 — Ce n'est pas un avion, mais un "hydroplane" propulsé par un moteur à hélice tripale Antoinette V-16 et reposant sur un flotteur central allongé stabilisé par des flotteurs plus petits de chaque côté. La portance hydrodynamique de cet engin (et donc son décollage au-dessus de l'eau) était obtenue avec des "foils" horizontaux (un à l'avant et un à l'arrière),. Les essais de l'engin ont lieu fin 1907. |       |
| Nº 19 Demoiselle — Le premier Demoiselle. |       |
| Nº 19Bis Demoiselle — Construit en novembre 1907, il avait des ailes renforcées et un moteur en dessous. Il n'a jamais été testé. |       |
| 1908 |       |
| Nº 20 Demoiselle — Une modification du No. 19, considéré comme le premier avion ultraléger. |       |
| 1909 |       |
| Nº 21 Demoiselle — Équivalent du modèle précédent, mais avec un autre moteur. Il faut noter que les plans de la Demoiselle n'ont pas été brevetés (déposés). En effet, pour Santos Dumont, ses œuvres doivent être partagées par toute l’humanité.. |       |
| Nº 22 Demoiselle — Cette version avait une envergure légèrement supérieure et utilisait un moteur Clément-Bayard de 40 cv refroidi par eau. Elle a réalisé une performance extraordinaire pour l'époque. L'avion atteignait 110 km/h et ne nécessitait que 200 m pour décoller. En septembre 1909, la Demoiselle a réalisé plusieurs records de vol, comme un vol de 18 km en 16 minutes. |       |